# Брод-в-Подбочю
Брод-в-Подбочю (словен. Brod v Podbočju) — поселення в общині Кршко, Споднєпосавський регіон, Словенія. Висота над рівнем моря: 151,2 м.